# آندریاس کوپکه
آندریاس کوپکه (به آلمانی: Andreas Köpke) (زاده ۱۲ مارس ۱۹۶۲ در کیل) دروازه‌بان ملی‌پوش سابق فوتبال اهل آلمان می‌باشد. او از سال ۲۰۰۴ تا کنون به‌عنوان مربی دروازه‌بانان در تیم ملی فوتبال آلمان مشغول به کار می‌باشد.
کوپکه فوتبال حرفه‌ای خود را از تیم هولشتاین کیل آغاز کرد و در سال ۲۰۰۱ در تیم نورنبرگ بازنشسته شد. او به همراه تیم ملی آلمان موفق به کسب مقام قهرمانی در جام جهانی ۱۹۹۰ و جام ملت‌های اروپا ۱۹۹۶ شد. وی در سال ۱۹۹۶ توسط فدراسیون بین‌المللی تاریخ و آمار فوتبال به‌عنوان بهترین دروازه‌بان دنیا انتخاب شد. کوپکه در ۵۹ بازی ملی در ترکیب تیم ملی فوتبال آلمان حضور داشته‌است.
کوپکه از سال 2004 تا سال 2021 به عنوان مربی دروازه بانان تیم ملی آلمان با سر مربی های مختلفی همکاری داشت و از مارس 2023 پس از در اختیار گرفتن سکان هدایت تیم ملی کره جنوبی توسط یورگن کلینزمان ، از سوی این سرمربی به کادر فنی تیم کره اضافه شده و تا کنون(6 فوریه 2024)بعنوان مربی دروازه بانان در این تیم فعالیت دارد.

## آمار بازی‌های ملی
| تیم ملی آلمان | تیم ملی آلمان | تیم ملی آلمان |
| سال           | تعداد بازی    | تعداد گل      |
| ------------- | ------------- | ------------- |
| ۱۹۹۰          | ۱             | ۰             |
| ۱۹۹۲          | ۶             | ۰             |
| ۱۹۹۳          | ۶             | ۰             |
| ۱۹۹۴          | ۶             | ۰             |
| ۱۹۹۵          | ۱۰            | ۰             |
| ۱۹۹۶          | ۱۳            | ۰             |
| ۱۹۹۷          | ۶             | ۰             |
| ۱۹۹۸          | ۱۱            | 0             |
| مجموع         | ۵۹            | 0             |

## افتخارات
باشگاهی
- قهرمانی بوندس‌لیگا ۲ در فصل ۰۱–۲۰۰۰ به همراه تیم نورنبرگ

ملی
- قهرمانی جام ملت‌های اروپا ۱۹۹۶
- قهرمانی جام جهانی فوتبال ۱۹۹۰
- نایب قهرمانی قهرمانی جام ملت‌های اروپا ۱۹۹۲

فردی
- بهترین دروازه‌بان اروپا: ۱۹۹۶
- تیم منتخب جام ملت‌های اروپا ۱۹۹۶
- فوتبالیست سال آلمان: ۱۹۹۳
- بهترین دروازه‌بان جهان (فدراسیون بین‌المللی تاریخ و آمار فوتبال): ۱۹۹۶
- دروازه بان تیم منتخب جهان در مقابل منتخب آسیا ۱۹۹۷